# 红旗街道 (银州区)
红旗街道，是中华人民共和国辽宁省铁岭市银州区下辖的一个乡镇级行政单位。

## 行政区划
红旗街道下辖以下地区：
青年社区、首山社区、永红社区、龙园社区、为民社区、电业社区、沈后社区、驻跸园社区、东电社区、文化路社区和银岗社区。